# Джордж Пелл
Джордж Пелл (англ. George Pell; 8 червня 1941, Балларат — 10 січня 2023, Рим) — австралійський кардинал, архієпископ Сіднейський (2001—2014), префект Секретаріату у справах економіки Святого Престолу (2014—2019).

## Біографічні відомості
Навчався в міждієцезіальній семінарії в Мельбурні. Священицьке рукоположення отримав 19 грудня 1966 року у Соборі святого Петра в Римі від кардинала Аґаджаняна, префекта Конгрегації з розповсюдження віри. Після того продовжував навчання в Римі (в Університеті Пропаганди Віри, де в 1967 році захистив ліцензіат з богослов'я), потім в Оксфорді (1971 — доктор філософії). Крім того, у 80-х роках навчався в університеті Монаш в Клейтоні.
Після навчання Джордж Пелл працював вікарієм в кількох парафіях в Австралії, працював у курії дієцезії Балларат, видавав часопис «Світло» (1979—1984). Співпрацював зі школами та вищими навчальними закладами дієцезії. У 1985—1987 він був ректором коледжу Корпус-Крісті (регіональна семінарія штатів Вікторія і Тасманія).
30 березня 1987 року Папа Римський Іван-Павло II призначив Джорджа Пелла єпископом-помічником Мельбурна, титулярним єпископом Скали. Єпископська хіротонія відбулася 21 травня 1987 року (головний святитель — Френк Літтл, архієпископ Мельбурнський). У 1988—1997 роках він був головою «Карітас» Австралії. Активно працював над створенням Австралійського католицького університету.
16 липня 1996 року призначений архієпископом Мельбурнським, 26 березня 2001 року — архієпископом Сіднейським.
Від імені Конгрегації євангелізації народів архієпископ Пелл проводив апостольську візитацію духовних семінарій в Новій Зеландії, Папуа Новій Гвінеї та на Соломонових Островах. Брав участь у сесіях Всесвітнього Синоду Єпископів у Ватикані, зокрема у спеціальній сесії, присвяченій Церкві в Океанії (листопад-грудень 1998 року).
21 жовтня 2003 Папа Іван Павло II призначив архієпископа Пелла кардиналом-пресвітером з титулом римської церкви Санта Марія Доменіка Маццарелло.

## Членство в дикастеріях Римської Курії
Кардинал Пелл був членом таких дикастерій Римської Курії:
- Папська рада зі сприяння новій євангелізації
- Папська рада з питань душпастирства охорони здоров'я

## Цікаві факти
Кардинал Пелл в молодості був активним спортсменом, брав участь у змаганнях з веслування, грав у футбол та австралійський футбол.